# Billy Roberts
Pour les articles homonymes, voir Roberts.
William Moses Roberts Jr., né le 16 août 1936 à Greenville (Caroline du Sud) et mort le 7 octobre 2017 , est un auteur-compositeur-interprète américain et musicien connu pour avoir composé dans les années 1960 le classique rock Hey Joe (dont la version la plus connue, un tube, fut reprise et interprétée par Jimi Hendrix).
Roberts est relativement obscur. On sait qu'il était établi en Californie et qu'il est chanteur folk, guitariste et harmoniciste qui s'est fait connaître pour des shows, représentations, concerts donnés lors de la mode de la Côte-Ouest dans les 1950s et le début des 1960s. Il inscrit Hey Joe aux droits d'auteur en 1962. Plus tard Roberts enregistra l'album country Thoughts of California avec le groupe Grits à San Francisco en 1975 - album produit par Hillel Resner.
Lors de sessions d'enregistrement d'octobre-décembre 1977 aux studios Bayshore de CBS, sa chanson Walk On Water fut reprise par Fred Neil, mais l'album ne parut jamais.
Dans les années 90, il fut hospitalisé pendant plusieurs années dans le comté de Sonoma en Californie, à la suite d'un grave accident de voiture.

## Discographie
- 1975, Thoughts of California, album.